# Saint-Germain-de-Pasquier
 Saint-Germain-de-Pasquier  là một xã của tỉnh Eure, thuộc vùng Normandie, miền bắc nước Pháp.